# Tour de l'horloge de Rennes
Pour les articles homonymes, voir Tour de l'Horloge.
La tour de l’horloge est une tour horloge construite vers 1469 dans le centre de Rennes, en Ille-et-Vilaine, et détruite en 1729 après l’incendie de 1720. Une nouvelle tour de l'horloge est alors intégrée au nouvel hôtel de ville.

## Histoire

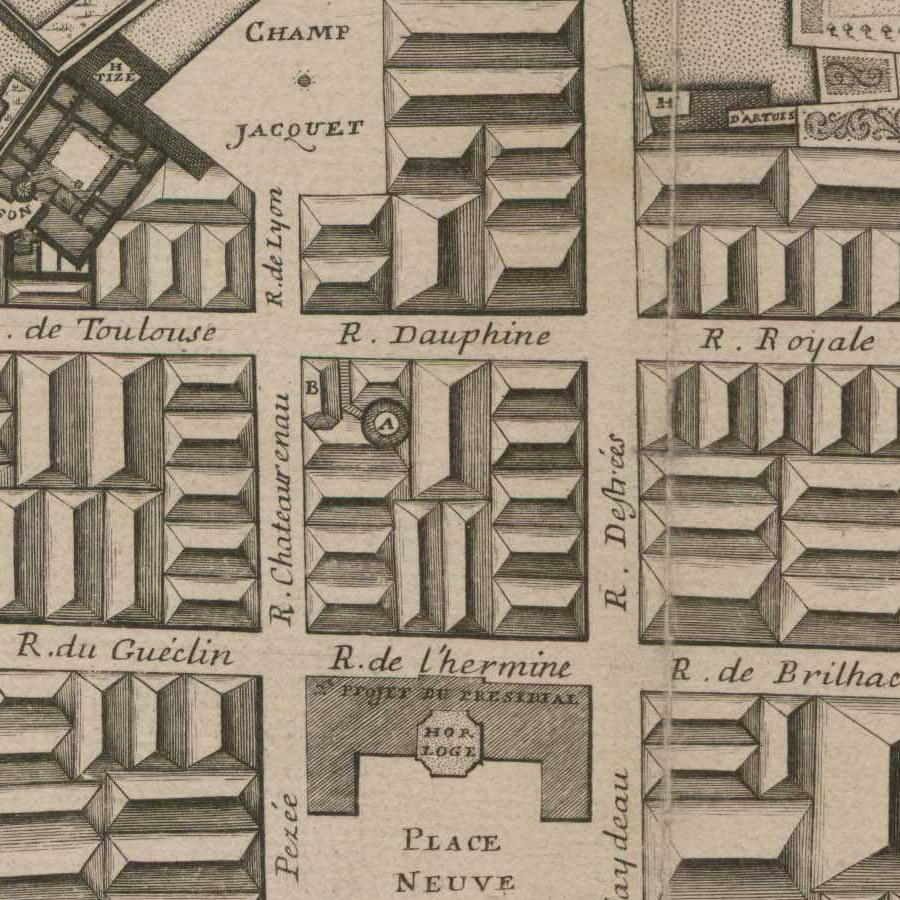
Détail du plan de Rennes de 1720 montrant l'ancienne tour (cercle A au centre) et le projet de nouvelle horloge de Rennes (hexagone en bas).

Vers 1469, la tour est construite dans le centre-ville de Rennes, environ à l’angle de la rue Lafayette (anciennement rue Dauphine) et de la rue Châteaurenault, non loin de la chapelle Saint-James.
Elle est construite sur l’ancienne tour Saint-James qui appartenait à la première enceinte des remparts de Rennes. Elle fut brûlée lors de l’incendie de Rennes de 1720, où la cloche de 20 tonnes s'effondre, avant d'être d'être totalement détruite en 1729,.
Symbole de la richesse et de la liberté de la ville, elle était importante à l’époque et est citée par de nombreux auteurs comme François Rabelais dans Pantagruel en 1532 puis par Noël du Fail.

« Lors diſt Pantagruel, Pleuſt à dieu que chaſcun de vous euſt deux paires de ſonnettes de Sacre au menton, & que ie euſſe au mien les groſſes horologes de Renes, de Poictiers, de Tours, & de Cambray… »

— François Rabelais, Pantagruel, chapitre XXVI.
Le père Candide écrit une épitaphe qui commence ainsi :

« Icy gist la noble Françoise,

Si célèbre par sa grandeur.

Hélas! cette illustre Rennoise

N'est plus que cendre et que laideur! »

— Père Candide, Épitaphe de la grosse Horloge de la ville de Rennes

## Structure

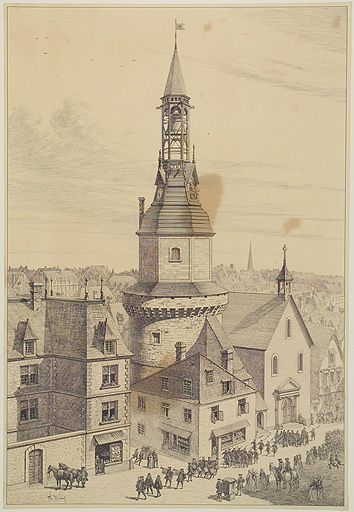
Dessin de Théophile Busnel.

Bâtis sur l’ancienne tour circulaire se trouvent des étages octogonaux. Les derniers niveaux constituent un galerie en bois abritant trois cadrans d’horloge à l’est, l’ouest et le sud. Une niche au nord abrite un jacquemart sous la forme d’une statue dorée de l’archange saint Michel armé terrassant le dragon (représentation de Satan).
Tout en haut, une grosse cloche nommé Madame Françoise (en l’honneur du duc François II de Bretagne) et un carillon sonnent les heures. Enfin, une flèche pyramidale et sa girouette surmontent le tout.

## Nouvelle tour
Une nouvelle tour fut intégrée au bâtiment de l’hôtel de ville de Rennes à moins de cent mètres au sud de l’ancienne tour détruite.
En 1792, elle a donné son nom à la rue de l’Horloge qui passe derrière l’hôtel de ville. 